# 斯洛波達杜斯拿足球會
斯洛波達杜斯拿足球會，是波斯尼亚和黑塞哥维那的一家足球俱樂部，位於波黑联邦圖茲拉州的图兹拉市。俱乐部名字意为“自由”。俱樂部自創建以來，就參加波黑超級足球聯賽的賽事。但在2022-23赛季后排名最后而降级至甲级联赛。

## 外部連結
- FK Sloboda Tuzla （页面存档备份，存于） (uefa.com)
- FK Sloboda Tuzla （页面存档备份，存于） (transfermarkt.com)